# Deane-Winthrop-Haus

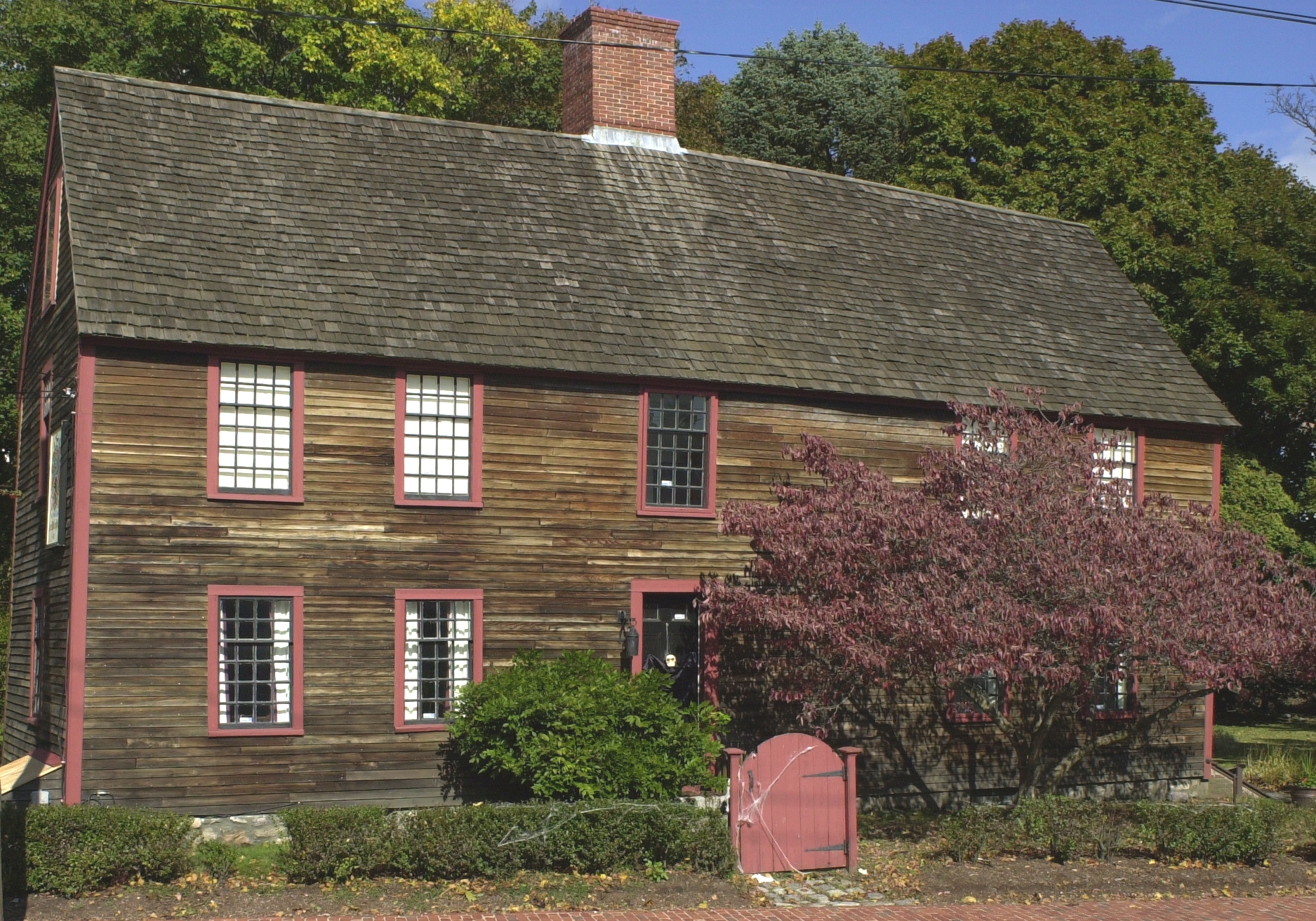
Das Deane-Winthrop-Haus im Jahr 2009

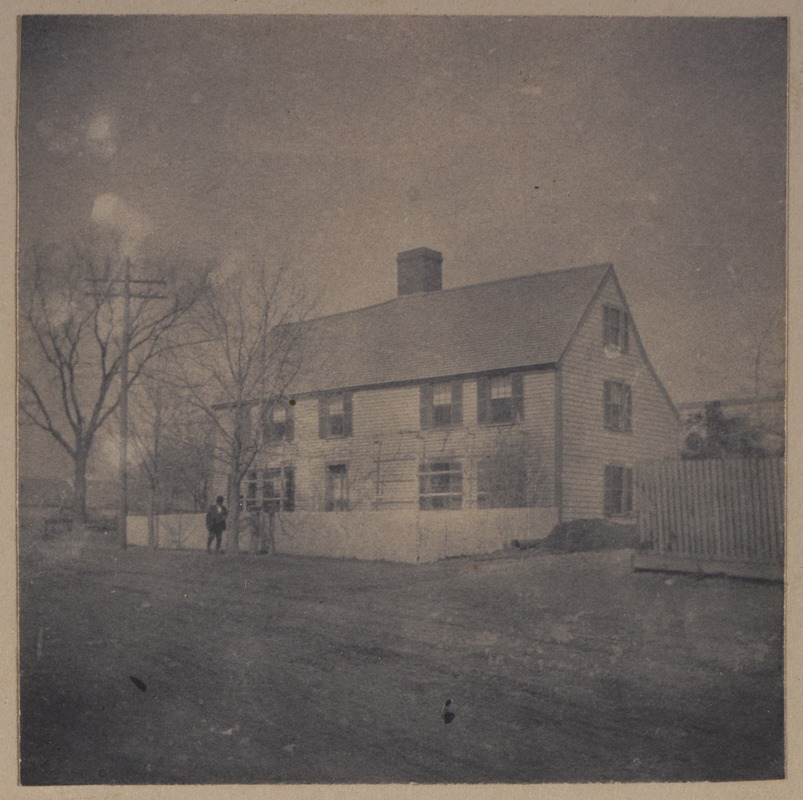
Das Haus auf einer Fotografie, die zwischen 1895 und 1905 entstanden ist

Das Deane-Winthrop-Haus ist eines der ältesten erhaltenen Gebäude im Bundesstaat Massachusetts und zugleich dasjenige, das in den USA am längsten durchgängig bewohnt ist. Es befindet sich nahe Boston in Winthrop in der Shirley Street 40. Es ist nach Deane Winthrop (1623–1704), dem sechsten Sohn von John Winthrop (1588–1649, Gouverneur der Massachusetts Bay Colony von 1629 bis zu seinem Tod) benannt, dem zweiten Gouverneur der Kolonie. 1990 wurde es in das National Register of Historic Places eingetragen.

## Geschichte
Der älteste Teil des Gebäudes, das derzeit von der Winthrop Improvement and Historical Association unterhalten wird, entstand um 1675. Die Vereinigung ließ 2009 eine Erweiterung der Scheune vornehmen, um Artefakte und Dokumente unterbringen zu können.
1637 verlieh die Town of Boston Land am seinerzeitigen Pullen Point  an fünfzehn Männer. Einer von ihnen war Captain William Pierce, ein puritanischer Skipper auf der Mayflower und Sklavenhändler. Am 26. Februar 1638 notierte John Winthrop, Pierce sei auf dem Schiff Desire von den Westindischen Inseln mit Sklaven an Bord zurückgekehrt. Er errichtete das erste Gebäude an dieser Stelle wenig später. 1647 kaufte Deane Winthrop das Gebäude mitsamt Land, also der Plantage seines Vaters und der von Pierce, und lebte dort zusammen mit seiner Frau Margaret Tyndal Winthrop bis zu seinem Tod im Jahr 1704. Er errichtete das jetzige Gebäude in den 1670er Jahren. 
1696 wurde das 6 * 8 m messende Einraum-Gebäude ostwärts erweitert, der Kamin stammt aus den 1700ern. Seither wurde es nicht umgebaut. Von den neun Kindern der Winthrops starben vier. In seinem Testament erscheinen drei Sklaven namens „Marreat, Primas und ein Kind namens Robin“. Vermutlich wurden auch sie in der Nähe des Hauses beigesetzt, doch fand sich bisher kein Grab. Deanes Bruder John († 1676) war lange Gouverneur der Kolonie Connecticut. 
1907 kaufte die Winthrop Improvement and Historical Association das Haus. Die im Laufe der Zeit entstandenen Nebengebäude wurden entfernt, das Gelände geebnet, Bäume angepflanzt. Heute wird das Haus von Barbara und Patricia Harrison bewohnt, die dort dauerhaft leben und sich um das Gebäude kümmern.